# Willie Steele
William Samuel „Willie“ Steele (14. července 1923 Seeley – 19. září 1989 Oakland) byl americký atlet, olympijský vítěz ve skoku do dálky.
V roce 1942 vytvořil nejlepší dálkařský výkon roku – 781 cm. Poté přerušil atletickou kariéru a bojoval v řadách americké armády ve II. světové válce. Po jejím skončení se k atletice vrátil a v letech 1946 až 1948 byl opět nejlepším dálkařem na světě. Jeho osobní rekord 807 cm z roku 1947 byl tehdy druhým nejlepším dálkařským výkonem všech dob po světovém rekordu Jesse Owense 813 cm. Vyvrcholením jeho sportovní kariéry bylo vítězství na olympiádě v Londýně v roce 1948 v novém olympijském rekordu 782,5 cm, kterého dosáhl i přes zranění, kdy mohl absolvovat pouze dva skoky.